# Comité national pour le redressement de la démocratie et la restauration de l’État

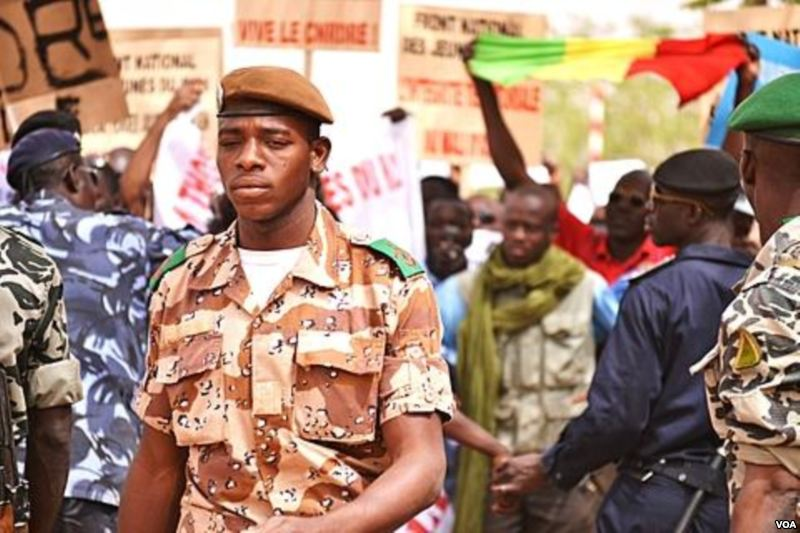
Manifestation en faveur du CNRDRE sur l'aéroport de Bamako en mai 2012.

Le Comité national pour le redressement de la démocratie et la restauration de l’État (CNRDR ou CNRDRE) est le nom de l'organe au pouvoir au Mali après le coup d'État du 22 mars 2012.
À sa tête, on trouve le capitaine Amadou Sanogo, son porte-parole est le lieutenant Amadou Konaré.
Le CNRDRE est du 22 mars 2012 au 12 avril 2012 l'autorité suprême du Mali.
Il semble composé essentiellement de sous-officiers. Son siège est au camp militaire Soundiata-Keïta de Kati (à 15 kilomètres de Bamako) d'où le capitaine Sanogo reçoit chefs d'État et journalistes ainsi que fait les annonces officielles.
Pendant cette vingtaine de jours, les troupes du MNLA et d'Ançar Dine profitent de la confusion qui règne à Bamako pour avancer et prendre des points stratégiques. Peu de temps après le coup d'État, le Mali est finalement coupé en deux à la suite des victoires des rebelles touaregs soutenus par des groupes djihadistes dans le nord. La proclamation de l'Azawad en tant qu’État et le blocus imposé par la CEDEAO obligent la junte et le CNRDRE à rendre le pouvoir aux civils. 
En juillet 2012, l'Union africaine appelle à la dissolution du CNRDRE. Le 2 juillet 2012, il est ainsi remplacé par le Comité militaire de suivi de la réforme des Forces de défense et de sécurité.